# Metropolitana di Algeri
La metropolitana di Algeri (in arabo مترو الجزائر العاصمة‎?) è una rete ferroviaria metropolitana della città di Algeri, la capitale dell'Algeria. Il progetto della linea risale al 1971 ma a causa di vari problemi, sia tecnici che economici, l'apertura è slittata di molti anni.
Al 2024 è stata inaugurata soltanto la linea 1 da Place des Martyrs a El Harrach Centre/Aïn Naâdja, lunga 18,2 km e comprendente 19 stazioni. Il primo tratto della linea è stato inaugurato il 1º novembre 2011. Insieme alla metropolitana del Cairo, è una delle due metropolitane pesanti presente nel continente africano.

## Storia
Il progetto originale, risalente al 1971, prevedeva una linea lunga 64 km. Le autorità algerine diedero l'appalto per la costruzione della metropolitana da una società tedesca. Ma a causa di problemi economici e tecnici, legati soprattutto al suolo e alla topografia della città, i lavori si prolungarono nel corso degli anni.
Nel 1994 la prima sezione del tracciato lunga 450 metri fu completata, ne seguì poco dopo un'altra sezione lunga 650 metri. I lavori sono continuati fino al 2011, anno in cui è stata ufficialmente aperta la prima tratta della linea.
Nel 2004 è stata lanciata una gara d'appalto dall'Entreprise Métro d'Alger (EMA) per l'equipaggiamento del sistema operativo globale. Nel gennaio 2006 la realizzazione del “sistema integrale” (chiavi in mano) è stata affidata al consorzio costituito da Siemens/Vinci/CAF per 380 milioni di euro e un periodo di 35 mesi.
Siemens ha costruito i binari, l'elettrificazione, la segnalazione, l'automazione dell'assistenza alla guida, le telecomunicazioni, l'emissione dei biglietti e il posto di comando centralizzato (PCC). Vinci, che detiene una quota di 121 milioni di euro, si è occupata della realizzazione delle dieci stazioni (nove interrate e una aerea), della realizzazione di un edificio tecnico di 16.000 mq nelle officine nonché dei lotti tecnici relativi al fumo aspirazione, ventilazione e scale mobili. CAF ha realizzato i quattordici treni da sei carrozze ciascuno e fornisce i mezzi ausiliari per i lavori di manutenzione per un importo di 112 milioni di euro.
Il 5 luglio 2015 è stato inaugurato il primo prolungamento della linea fino all'attuale capolinea di El Harrach Centre, mentre il 9 aprile 2018 sono stati aperti al traffico due segmenti. Il primo, lungo 1,7 km verso Place des Martyrs e un secondo, verso Aïn Naâdja, di 3,6 km.
Il 9 marzo 2024 è stato completato il tunnel di collegamento verso l'aeroporto internazionale di Algeri, l'apertura al traffico di questa nuova tratta è prevista per il 2026.

## Linee

L'entrata della stazione Tafourah-Grande Poste

|  | Linea   | Percorso                                         | Inaugurazione | Ultima estensione | Lunghezza | Stazioni |
|  | ------- | ------------------------------------------------ | ------------- | ----------------- | --------- | -------- |
|  | Linea 1 | Place des Martyrs - El Harrach Centre/Aïn Naâdja | 2011          | 2024              | 26,2      | 19       |

## Materiale rotabile
La metropolitana di Algeri, gestita da una sussidiaria del gruppo francese RATP, ha 14 treni composti da 6 elementi prodotti dall'azienda spagnola CAF. Ogni treno ha una lunghezza di 108 metri e può trasportare fino a 1216 persone con 208 posti a sedere.